# Рижук Степан Вікторович
Степа́н Ві́кторович Рижу́к (нар. 31 жовтня 1994) — український футболіст, захисник.

## Життєпис
Степан Рижук народився 31 жовтня 1994 року.
У 2007—2011 роках у складі команди «КОДЮСШ-Арсенал» (Щасливе) виступав у ДЮФЛУ. Грав у чемпіонаті Київської області кілька років. Спочатку виступав за ФК «Путрівка». Потім упродовж двох сезонів зіграв 24 матчі й забив один м'яч у чемпіонаті Київської області, виступаючи за РВУФК.
Сезон 2014/15 провів за тернопільську «Ниву» — вісім офіційних матчів. Сезон 2015/16 провів у словацькому клубі «Слован» (Сабінов).
Після завершення контракту зі словацьким клубом перейшов до «Інгульця», у складі якого став бронзовим призером Друга ліга чемпіонату України.

## Досягнення
- Друга ліга чемпіонату України
  -  Бронзовий призер (1): 2015/16